# 山田洋行事件
山田洋行事件（やまだようこうじけん）とは、2007年下旬に発覚した軍需専門商社「株式会社山田洋行」に関する汚職事件。

## 政治家・防衛省・自衛隊との癒着
元防衛庁防衛審議官の太田述正は「外国企業からの防衛装備の調達に商社が介在しているのは、“逆マネーロンダリング”目的です。つまり商社で、防衛省が国民から預かった税金というきれいなカネが汚いアングラマネーに変換され、その商社、防衛省、自民党系政治家、そして輸入元の外国企業の間で山分けされるわけです。商社から防衛省へのキックバックは、もっぱら防衛省OBの天下りの受け入れという形で行なわれます。これに比べれば、今話題になっている接待など金額的にはゴミみたいな話なのです」と政界に蔓延った根深い癒着構造を指摘している。
航空幕僚監部装備部長などを歴任した田村秀昭が防衛庁長官や副総理などを務めた自民党の金丸信や山田洋行専務の宮崎元伸が後援会・真一会を作り物心面で支援を受け自民党から出馬し初当選。
民主党の衆議院議員だった東祥三、防衛省の退職高官、幹部自衛官の退職者を顧問として受け入れている（2007年7月に政界を引退した田村秀昭が自身の顧問採用を働きかけていたことが同年11月に判明した）。山田洋行は自衛隊員の親族も常時社員として複数採用しており、今も続く同社と政治・防衛省・自衛隊との密接な関係を窺うことができる。
社長・米津佳彦は日米平和・文化交流協会の理事であったが、山田洋行事件の渦中となる2007年（平成19年）11月27日に退任した。また佐藤謙・元防衛事務次官は11月27日付、民主党の前原誠司も12月5日付で退任している。同協会のウェブサイトに彼らがなぜこのタイミングに退任に至ったかの説明はない。これらの動向は、奇しくもマスコミや日本共産党の大門実紀史により同協会の実態が追及され始めた時期と重なる。
山田洋行は苅田港にて発見された旧陸軍の毒ガス処理事業の下請け受注などにからむ業務協力費として、約一億円を同協会専務理事の秋山直紀が関係する米国の団体（アドバック・インターナショナル〈Add-Back International〉）に支出していた。東京地方検察庁特別捜査部（東京地検特捜部）により、このことを示す資料が山田洋行の担当部署から押収されている。
日米平和・文化交流協会の現・元会員には自民党の福田康夫、久間章生、石破茂、武部勤、玉澤徳一郎、瓦力、額賀福志郎、中谷元、赤城徳彦、前述の前原、ウィリアム・コーエンなど国防族の錚々たるメンバーが名を連ねる。
メンバーリストは山田洋行の一連の騒動の最中となる2007年（平成19年）10月31日に更新されており、この時点で福田、石破、額賀らがメンバーから外れているが、彼らは10月31日以前にそれぞれ徐々に退任を行っていた模様。福田康夫は2005年（平成17年）から2007年（平成19年）3月まで理事を務めており、「05年にある議員から電話で理事に就任してくれと要請され、承諾した」「協会がどういうものか、それほど知らない。理事になったが、何もしていない。理事会に出たこともない」とコメントしている（2007年11月4日参議院外交防衛委員会において日本共産党の井上哲士議員の質問に対して）。
小沢一郎の資金管理団体「陸山会」に計600万円の寄付を行っていたが、小沢事務所は山田洋行とは関係が無いとしてこの献金について誤解を招かないよう全額返還を行っている。なお、民間企業が政治団体に献金を行うことは法に抵触しない。
商品券を使って国内の子会社の交際費を親会社にプールするなどし、組織的に裏金をつくり接待費に充てていたことが報道された。

### 防衛事務次官への接待
2007年（平成19年）10月19日付のマスコミ各紙で、守屋武昌が防衛事務次官在職中、専務・宮崎元伸（当時）と年間数十回、計百数十回に渡ってグループ企業のゴルフ場でゴルフ接待を行い、関連企業の車両を利用して従業員が送迎を行っていたことが報じられた。接待を行った企業への利権に結びつく直接的な行為と見受けられるため、自衛隊員倫理規程では利害関係者と遊技またはゴルフをすること自体が禁じられている。
これを受けて、石破茂が防衛省として事実関係を調査すると発表。民主党は守屋の証人喚問を要求。29日に衆議院での証人喚問を行った。守屋はネクタイ・ゴルフバッグ等の提供やゴルフ接待を受けたことを証言した。この証人喚問では守屋は便宜供与を否定している。
また、守屋の次女が渡米、山田洋行と縁のあるレンセラー工科大学へ入学準備を行う際、現地法人の関係者が住居探しや生活用品の購入などを手伝ったとされる疑惑に関して、衆院での証人喚問で守屋は費用の負担は自ら行っていると答えている。自衛隊員倫理規程には職員本人について「利害関係者から供応接待を受けること」を禁じているものの、現時点で親族に関する規程は無い。

### 防衛庁長官との癒着
守屋とは別に、久間章生は山田洋行の実質的オーナーである山田正志（山田真嗣代表取締役の実父）と繰り返しゴルフをともにしたり、2005年（平成17年）秋頃にホテルオークラで行われた同社オーナー一族の結婚式に出席しスピーチを行うなど親密な関係であった。久間は山田洋行について「山田さんは知っている。正志さん、というのかな。一緒にゴルフして」と発言している。
また、この結婚式が行われた際、防衛庁長官を経験した政治家2人への車代名目で、山田洋行から計200万円が支出されていたことが、東京地検特捜部の調べで判明した。後の報道により、この政治家2人とは額賀福志郎と久間章生であることが明らかになる。
久間は2006年（平成18年）9月に防衛庁長官に就任して以降に、山田洋行元専務の宮崎元伸と東京都内の高級スッポン料亭で接待を受け、この席で「山田さんから息子さんのことを頼まれている」と述べている。この「息子」とは山田洋行の山田真嗣であるとみられ、山田洋行を支持するとの意向と見られる。山田洋行と対立する日本ミライズの宮崎元伸（当時。2007年11月1日付で辞任）に対する事実上の決別宣言である。
その後、久間は当時の防衛省担当課長に直接指示を出し調達計画を早めさせ、山田洋行がGE・アビエーション社の代理店の権利を残す（日本ミライズに移行する前の）期間中までに契約が結べないか、検討を進めていた。さらにこの課長は、2007年にパリで開かれた航空ショーに公費にて出張し、GE・アビエーション社の幹部に対し「なぜ、山田洋行との契約を解消し日本ミライズと契約するのか」などと発言している。
この席にいたGE社幹部は公平であるはずの政府の官僚がなぜ企業間の契約に口を出すのか疑問を感じたと述べている。久間は担当課長への異例の指示について「2つの企業が対立しているので慎重に検討するよう指示しただけ」と説明している。

### 代理店抗争に関する政界工作
山田洋行は、2007年（平成19年）10月、日米平和・文化交流協会の秋山直紀専務理事側に対し、アメリカの子会社の裏金からおよそ25万ドル（当時のレートで約3,000万円）を渡していたことが東京地検特捜部が押収した内部文書により判明している。
山田洋行は、海外メーカーとの代理店契約を継続できるよう秋山に仲介を依頼、久間章生元防衛相を通じて、米国の元政府高官2名に対し支援を求める文書を秋山に託した。当時は、山田洋行元専務の宮崎元伸が山田洋行を辞めて日本ミライズを設立した直後であり、米国大手メーカーのゼネラル・エレクトリック社およびノースロップ・グラマン社の日本代理店の座を日本ミライズに奪われるという危機感を強めていた。このため、ゼ社とノ社に対して山田洋行との契約を続けるよう働きかけてほしいと秋山専務理事に依頼、25万ドルはそのための協力費として渡されていた。さらに、協会の理事で当時防衛庁長官だった久間元大臣にあてて、メーカー2社との代理店契約の継続について支援を依頼する文書を作成し安保研に提出していた。
内部文書は日本ミライズが設立された前後に作成されたとみられ、表題には「（米国メーカー2社の）代理店保全にかかわる支援活動」と記載。防衛族議員から米国の元政府関係者2人に対して「支援活動を要請してもらった」とした上で、この2人から直接メーカー2社のトップに対し「山田洋行支援の依頼が実行された」と工作の経緯にも触れていた。また文書の最後には、秋山が関係する団体への「対価」として、米国の元政府高官1人分が「10万ドル（未処理）」、別の1人分は「20万ドル（今回の寄付により処理）」と記載、金銭のやりとりをうかがわせている
。
また、この書類は山田洋行の米津佳彦社長名で秋山直紀宛てに書かれていた。米津社長は金銭のやり取りについてコメントは控えたいとしている。
東京地検特捜部は2008年（平成20年）7月25日、秋山直紀専務理事の関連先として、防衛専門商社「山田洋行」本社や日米平和・文化交流協会事務所などを家宅捜索した。

### 秋山直紀を介した久間議員との癒着疑惑
2006年（平成18年）、秋山直紀は山田洋行と米国製造業者 M Ship 社との高速艇の代理店契約交渉に立ち会い、その後、山田洋行から関連法人に約10万ドルの送金を受けていたとされる。M Ship社はカリフォルニア州サンディエゴを拠点に軍事用高速艇などを製造している。
東京地検特捜部の捜査により、元米政府高官が M Ship 社に山田洋行を紹介する電話をしていたことも判明。送金された10万ドルは交渉協力への謝礼とみられている。2006年（平成18年）、秋山は山田洋行子会社ヤマダインターナショナルコーポレーション幹部とともにエムシップ社を訪問し、販売代理店契約交渉に立ち会った。エムシップ社は元米政府高官から山田洋行を紹介する電話があったことを認めているものの、「日本での市場調査の覚書は取り交わしたが、代理店契約は結んでいない」と説明している。
共同通信は、この元米政府高官は日米平和・文化交流協会の理事であると報じており、ウィリアム・シュナイダーと見られる。山田洋行がGEやノースロップ・グラマンの代理店契約維持目的で、秋山側に計30万ドルを提供するとした文書にも協力者として名前の記載があった。一方、ヤマダは2007年（平成19年）3月、2度にわたり秋山の米国法人口座に計約十万ドルを送金したとされる。
エムシップ社はこれら送金の直前となる2006年（平成18年）8月に、久間が山田洋行の担当者と同社を訪問したとしんぶん赤旗の取材に答えている。山田洋行VS日本ミライズの内紛に関しては『「憂国」と「腐敗」　日米防衛利権の構造』(第三書館)野田峯雄、田中稔共著に詳しくリポートされている。

## 旧陸軍毒ガス処理に関する疑惑
日米平和・文化交流協会が参加した苅田港にて発見された大日本帝国陸軍の毒ガス処理に関して、山田洋行は下請け受注などにからむ業務協力費として約1億円を同協会専務理事の秋山直紀が関係する米国の団体（アドバック・インターナショナル(Add-Back International)）に支出していた。このことを示す資料が東京地検特捜部により押収されている。
山田洋行からの約1億円の一部は同社と関係の深い米国の軍需部品仲介会社エイベックス・エアロスペース・コーポレーションの欧州法人(AVEX Europe B.V.)経由で送金されていた。AVEX Europeとヤマダ・インターナショナルが03～05年、秋山理事が管理する米国のダミー法人の口座に計約1億円を送金していた。 事業に関する山田洋行の社内文書でも、下請け受注での業務協力費を秋山理事の関連団体に支払う際、AVEX Europeを利用したことが記載されていたとされる。

## 防衛庁への過大請求

### 契約書の捏造・改竄
「チャフ・フレア・ディスペンサー」（敵のレーダーなどを撹乱させるために使用する熱球やアルミ箔の放出器）の英国メーカーBAEシステムズの代理店だった山田洋行は2001年3月、旧防衛庁との契約時に約1億8,000万円相当の過大請求を行っていた。
2001年12月に防衛庁（当時）職員が調査を行ったところ同等品との単価と異なっていたため、直接メーカーに問い合わせた結果判明した。本来契約前に山田洋行を通して防衛庁に提出されるはずのメーカー作成の見積書が提出されず、代わりに山田洋行がメーカーの用紙を無断で偽造し見積書を作成、防衛庁に提出していたことがマスコミ各社により伝えられた。防衛庁の調査が行われた際、別人をメーカー幹部に仕立てて調査を妨害するなど隠蔽工作の疑いも表面化している。また航空自衛隊輸送機C-130用の同じ装置についても防衛省の調査により水増しの疑いが浮上している。
BAEシステムズによる装備品以外にも海外メーカーの請求書を偽造・変造する手口で組織的、恒常的に水増し工作を行っていた。これらの作業は山田洋行社内では「マークアップ」と呼ばれ、メーカーの用紙に類似する書類を印刷業者に作成させ、原本と同じ字体を使い水増し単価を記載するなどの方法で、4、5倍の値段を付けていた。当時、山田洋行の米津佳彦社長は「（東京地検特捜部の）捜査妨害になるので、（水増しが）あるとかないとかそういうことについてお話しできない。」というコメントを発表した。
山田洋行は輸入代理店として2002年度から666件の契約を防衛省と交わしており、うち中央調達契約分は116件に上る。防衛省は海外メーカー29社に対し、山田洋行が提出した見積書を送付し真性であるか確認を行い、8社から回答があり、39件の契約分のうち8件について回答があった。この8件中、5件が水増しされている可能性が高く、海外メーカーが山田洋行に対して提出したものと異なることが分かった。（※防衛省の規定により、防衛省との商社間で締結される契約は海外メーカーの見積書を提出する必要があるが、山田洋行はこの見積書を偽造していた。）
山田洋行の決算書には平成18年3月末売り上げは340億円、売り上げ総利益が35億円と記載される。したがって粗利は10・4%となり平成17年3月も粗利は10.59%と記載されている。業界最大手の三菱商事の粗利は5.5%、双日が4.9%となっているが、これら企業の2倍となる山田洋行のこの高い粗利について民主党の大久保議員は山田洋行社長の米津が参考人招致された際、高い経営数値について水増しに関連している疑いがあるとして確認を行っている。米津社長は水増し行為をさすマークアップについて、「あの、私ども商社でございますので、ご存じのように他の製造会社が製造したモノを購入し、適切なマージンを乗せて他に販売するという業態。マージンをオネストすることをマークアップと呼んでいる」と語った。その後、米津社長が部長を務めていた管理部門が水増し決裁を行っていたことが明らかになる。数日後、米津社長は水増しを認めこれら水増しについて米津社長は防衛省へ出向き謝罪を行っている。
防衛省の調査で2010年10月までに25億7102万円の過大請求が確認され、延滞金7億9180万円と併せて他の契約の支払い債務と相殺や返還請求を行っている。

### エイベックスエアロスペースを使った価格操作
卸値の倍以上の価格での契約が明らかになったのは2002～07年度に契約した独「ラインメタル」社製の迫撃砲用訓練弾など計32件（系列メーカー1件含む）の契約額は計17億円だったが、防衛省が現在行っている調査に対してライン社が提出した納品書上の卸値は計7億6000万円だった。
防衛省によると、2002年度以降、山田洋行と関連の深い米軍需部品仲介会社、エイベックス・エアロスペース・コーポレーション社（Avex Aerospace Corporation 本社 カリフォルニア州トーランス、ヨーロッパ支社 オランダアムステルダム）の欧州法人がライン社の代理店となり、取引に介在。山田洋行はライン社でなく、エイベックス社の見積書を防衛省に出すようになった。この見積書の価格が、ライン社がエイベックス社に卸した価格と比べて大幅に引き上げられていたことが防衛省調査により判明している。
エイベックス社と山田洋行は、見積書などを作成するシステムを共有し、山田洋行側で自在に見積価格の変更指示が可能であった。 関係者は「エイベックスからの見積もりというのは、(山田洋行の)システム上でやっています。見積書は、あくまでエイベックスが作っているという形にしていますが...、それを山田洋行がいじれるということですね」と話す。
防衛省の規定により、防衛省との商社間で締結される契約は海外メーカーの見積書を提出する必要があるが、山田洋行はエイベックスに指示を行って、価格を増していた。（※いわゆる見積書偽造ではなく、これは米国企業を利用した形の別の契約価格操作方法となる。契約書が捏造されて作成された水増し事件とは別。）国会による水増し調査が難航しているのは、このエイベックス社を介して行った調達が多いため。省との間接的な取引を行ってきた製造業者に対するコンタクトがネックになっているとされる。防衛大臣石破茂はマスコミに対し、「時間が経っている調達もあり、担当者の移動や退職などで必ずしも調査がスムーズにいっていない」と語っている。

### 国会からの追及
参院外交防衛委員会は2007年12月11日、防衛専門商社「山田洋行」による装備品輸入契約の過大請求問題に絡み、海外メーカーに見積書の真偽を問い合わせる北沢俊美委員長名の書簡の送付を始めた。対象は06年度に防衛省が直接契約した中央調達分のうち商社を通した契約439件で、12カ国のメーカー200社に送付している。
また、防衛省も山田洋行との間で過去に不透明な契約がなかったか調査を行っており、こうした水増し請求の疑いについても調査を行うことを決定している。山田洋行はこの件についても「コメントは差し控えたい」とした。この件に関し、民主党の大久保参院議員は「業界の慣行となっている可能性もあり、山田洋行の全取引だけでなく、他の商社の取引も調べる必要がある」とコメントした。

### 子会社による水増し請求
これら水増し行為について防衛省は山田洋行およびヤマダインターナショナルを取引停止処分とした。しかしながら山田洋行の子会社日本UIC（日本ユ・アイ・シ）やエイリイ・エンジニアリングは継続して取引を行っており、日本UICは3億円の水増しを行っていたとされる。

### 水増し代金の裏金化
山田洋行はこれら水増し代金を子会社の米国ヤマダインターナショナルコーポレーションに送金を行った後にプールを行う手口や、送金時に銀行が発行する「外貨送付証明書」を防衛省に提出する手口により不正発覚を免れる工作を行っていたことが判明した。

## 防衛省との契約について
防衛省装備施設本部に対する装備品納入をめぐって、東京地検特捜部が山田洋行に対し過去3年分の契約書類を任意提出させている。山田洋行の2004 - 2006年度の契約額は地方を除く中央調達分だけで総額約118億2500万円、契約方法では全調達契約53件の内48件が随意契約となっている。

## 防衛省に対する訴訟
山田洋行は航空自衛隊次期輸送機（C-X）に搭載するゼネラル・エレクトリック CF6エンジンなどの売買代金を一方的に減額されたとして国を相手取り、7億9000万円の支払いを求める訴えを東京地裁に起こした。山田洋行は2007年度、CF6エンジン2基とミサイル警報装置を納入し、防衛省が代金14億2000万円を支払うことになっていたが、同省は水増し請求により過去に過払いした約5億5000万円を差し引いた額を支払っている。山田洋行は、これを不服として「昨年度の取引と水増し請求は別問題で、契約に基づいて全額支払うべきだ。過去の水増し請求分の返還額については防衛省と協議中で、水増し請求分を返還しないとは言っていないのに、取引額を一方的に減額された。水増し請求については別途、協議したいが、防衛省が聞き入れない」と主張し東京地裁に提訴した。これについて防衛省は「契約に基づいて適正な金額を支払っており、問題はないと考えている」としている。
2009年12月2日、東京地裁は山田洋行の詐欺行為を認定し支払い請求を棄却。

## オーナーによる資産隠し疑惑
山田洋行の代表取締役社長は長年、秋山と懇意だった東京相和銀行（現・東京スター銀行）の長田庄一の大番頭だった山田正志が務め、後に息子の山田真嗣が代表取締役に就任している。山田洋行の95%の株式は山田グループの不動産会社である弥生不動産が保有している。加えて弥生不動産社長でもある山田真嗣も約3%所有する。
多額の負債を抱えた山田洋行の親会社「弥生不動産」の債務回収は東京相和銀行から「整理回収機構」(RCC)に移行されている。当時、融資の担保になっていたのは銀座にあるクラブが入居しているビルなどである。通常、整理回収機構はこうした担保物件を別会社等に売却して資金回収をするが、現在もこれらビルは弥生不動産所有のままで、整理回収機構の担保設定は解除されている。
しかしながら、整理回収機構側は弥生不動産の不良債権（113億円）処理に際し、一時金37億円の支払い、2016年までの12年間に30億円の分割払い（計67億円）、残り46億円の債権を整理回収機構が放棄するという弁済案で2004年3月に終結したものの、現在も不動産・グループ企業多数を所有しているため、資産の過少申告や整理回収機構との裏取引があったのではないかとの報道がある。
これについても社民党が公式サイトの特集で取り上げている。
山田正志は、整理回収機構との和解交渉の際、個人保有していた米国企業の株式（約150億円相当）を資産目録として整理回収機構側に提示せず、資産を隠したまま和解に持ち込んだとされる。和解条項では、株式の譲渡先として法人や個人の名前十数件が提示されたものの、結局、山田正志は息子である山田真嗣（山田洋行代表取締役）にしか譲渡していないことが、東京地検特捜部の調べで判明した。
当時、山田洋行関係者は「個人資産を隠したまま和解し、多額の税金を支出させたオーナーの責任は重い」と指摘した。山田正志は、田村秀昭元参院議員や、宮崎元専務から飲食接待を受けた久間章生元防衛相と懇意だったとされる。

## 日本ミライズとの係争
山田グループの不動産部門の中核である弥生不動産が抱えた113億円の不良債権処理の過程において、宮崎は創業家である山田一族に不信感を抱くことになり、このことをきっかけに宮崎元信は山田洋行の代表取締役を2006年6月に辞職、その後日本ミライズを設立する。
新たに山田洋行の代表取締役社長となった米津佳彦は2006年10月、日本ミライズと宮崎を含む13名の役員・従業員を相手取り営業妨害を理由に10億円の損害賠償請求訴訟を東京地方裁判所に提訴した。
その後、山田洋行から日本ミライズに転職した従業員の中に防衛省が開発中の次期輸送機向けエンジンの担当者がいたことから、エンジンメーカーのGE・アビエーション社は、山田洋行との販売代理店契約からCF6エンジンの取扱いを外すことを2007年3月に通知した。その後、2007年7月から日本ミライズが新たな代理店となるべく指名を受けた。
しかしながら、それらの代理店変更に関するGE社の通知に先立って、2007年2月、山田洋行はエンジンの取引を奪取されたとして、5億円の損害賠償請求訴訟を提訴した。2007年7月以降は、日本ミライズがCF6エンジンの代理店を務める。自社の代理権が失われていない時点で、先行して損害賠償請求訴訟が行われることは極めて異例である。
上述の日本ミライズに対する営業妨害と契約奪取の2件の訴訟の他、日本ミライズに転籍した元山田洋行従業員に対し、退職金返還を求める訴訟を4件起こしている。また、日本ミライズに移籍した従業員の内8名に対しては、日付を遡って懲戒解雇扱いとして退職金の支払いを拒否した。それを受けて日本ミライズ側が山田洋行に対して退職金請求訴訟を起こしている。2社間では合計7件の訴訟が進行しており、うち6件は山田洋行による日本ミライズへの多種多様な訴訟であり、1件が日本ミライズによる退職金未払いについての訴訟となっている。

## 防衛利権
額賀福志郎、久間章生など防衛族議員を通じて三菱重工など大企業とのつながりも報じられた。
三菱重工、東芝、IHIなど、防衛省と契約関係のある営利企業に対しては、多数の幹部自衛官が天下りをしている。
日米安全保障戦略会議の会合は、政治家や防衛省や内閣官房の官僚、さらに三菱重工など日本の防衛企業の幹部、米防衛企業幹部も出席するもので、その費用等は、秋山直紀が理事を務める日米平和・文化交流協会の負担とされる。さらに政官の安全保障関係者の新年会や、防衛省幹部の新年会も日米平和・文化交流協会がセッティングしている。
安全保障議員協議会と日米平和・文化交流協会の本部は永田町のマンションに所在。秋山は米国の商社アドバックの顧問を称している。秋山の居住するマンションの隣室は、アドバックの代表とされる人物の所有だが、代表は90年代に死去しており、故人が所有し登記簿に記載されることとなる。秋⼭は1989年と90年に2室を2億円ほどで買取、約2倍の抵当権がついた。債権者はダイヤモンド信⽤保証とダイヤモンドファクターという三菱系の企業。その後、アドバックの前⾝の企業が抵当権設定仮登記を⾏い、計6億円の抵当権額を設定。三菱系の企業が消え、アドバックの所有に移行。またアドバックは日本で2件ほどの実績があるのみのペーパーカンパニーとされ、米国の本社とされるビルは実態もなく、会計事務所が入居している。その会計事務所の人間と秋山の部下は頻繁に連絡を取っている関係である。
このように⽇⽶防衛企業の巨額ヤミ資⾦がプールされ、ペーパーカンパニーを通じて⽇本に送金され、政界に流れた可能性も指摘された。